# Iași
Iași  [jaʃʲ] (Jaš, Jaši), je največje mesto v vzhodni Romuniji in središče okraja Iași v zgodovinski pokrajini Moldaviji. Po številu prebivalcev je drugo največje romunsko mesto, ki je bilo sicer vedno eno od vodilnih središč romunskega družabnega, kulturnega, akademskega in umetniškega dogajanja. Od leta 1564 do 1859 je bilo prestolnica kneževine Moldavije, nato od leta  1859 do 1862 prestolnica združenih kneževin Vlaške in Moldavije in od leta 1916 do 1918 prestolnica Romunije.
Iași je bil od nekdaj kulturna prestolnica Romunije in kot tak simbol romunske zgodovine. Še vedno se omenja kot glavno mesto Moldavije in je glavno gospodarsko in poslovno središče romunske Moldavske regije.
Po popisu prebivalstva leta 2011 je imel 290.422 prebivalcev in je bil četrto najštevilčnejše mesto v Romuniji. Leta 2014 je širše območje mesta imelo 465.477 prebivalcev in postalo (za Bukarešto) drugo največje v državi.  V primestnih delih živi še več kot 500.000 prebivalcev.
V Iașiju je najstarejša romunska univerza in prva tehnična visoka šola. Na petih javnih univerzah trenutno študira več kot 60.000 slušateljev. Družabno in kulturno življenje se vrti okrog Narodnega gledališča Vasile Alecsandri, ki je najstarejše v Romuniji, Moldavske državne fiharmonije, Opere, slavnega botaničnega vrta Tătărași Athenaeum, najstarejšega in največjega v Romuniji, Centralne univerzitetne knjižnice, najstarejše v Romuniji, zelo cenjenih kulturnih središč in festivalov, področnih muzejev, spominskih hiš ter verskih in zgodovinskih spomenikov.

## Etimologija in imena
Znanstveniki imajo različna mnenja o poreklu imena Iași.  Nekateri trdijo, da izvira iz imena sarmatskega plemena Jazigi, ki so bili iranskega porekla. Ovidij jih omenja kot »Ipse vides onerata ferox ut ducata Iasyx/ Per media Histri plaustra bubulcus aquas« in »Iazyges et Colchi Metereaque turba Getaque/ Danubii mediis vix prohibentur aquis«.
Na izgubljenem rimskem miljniku,  ki ga je pri Osijeku, Hrvaška, v 18. stoletju odkril Matija Petar Katančić, je omenjen Municipium Jassiorum, v drugih virih pa  Municipium Dacorum-Iassiorum.
Druge razlage trdijo, da ime izvira iz imena iranskega alanskega plemena Jasi, ki so istega porekla kot Jazigi. Reka Prut se je takrat imenovala Alanus fluvius (Alanska reka), mesto pa Forum Philistinorum.
Zgodovinarji so trdili tudi to, da so Jasi živeli med Kumani in so po prvi mongolskih pohodih odšli s Kavkaza na zahod in se začasno naselili ob Prutu. Ime Jasz, ki so ga Jasom dali Madžari, je slovanska sposojenka  in se je napačno uporabljalo za Jazige. Madžarsko ime mesta Jászvásár pomeni »jaški trg«. Enak pomen imata zastarelo romunsko ime Târgul Ieșilor in nemško ime Jassenmarkt. 

## Geografija
Iași se nahaja v osrednjem delu pokrajine Moldavije blizu meje z Moldovo, na robu Moldavskega predgorja, značilnega za celo pokrajino. Okolica mesta je nekoliko nižja in bolj ravna. Za mesto je pomembna reka Prut, ki teče kakšnih deset kilometrov?? in je mejna reka z Moldovo.

## Zgodovina
Mesto in njegov pomen sta začela rasti po preselitvi središča Kneževine Moldavije iz Suceave v Iași. V naslednjem obdobju je bilo središče knezov, odvisnih od osmanske oblasti v Carigradu. Preživelo je več vojnih pustošenj in požarov, vendar se je zaradi svojega položaja upravnega, kulturnega in izobraževalnega središča vedno hitro obnovilo.
Leta 1792 se je Kneževina Moldavija osvobodila nadoblasti Osmanskega cesarstva in prišla pod oblast Rusije. Iași je leta 1861 izgubil položaj središča neodvisne kneževine in postal drugo najpomembnejše mesto v novoustanovljeni državi Romuniji. Mesto se je kljub temu še vedno razvijalo in dobilo veliko mogočnih zgradb in pomembnih ustanov. 
V prvi svetovni vojni je bil od leta  1916 do 1918  prestolnica Romunije. Med drugo svetovno vojno je bil zelo uničen, po vojni pa je doživel hiter gospodarski in demografski razvoj.

## Mestne znamenitosti
Iași je najbolj znan kot versko središče in najpomembnejše romunsko romarsko mesto. V njem je več kot 50 cerkva. Nekatere so pomembne tudi izven Romunije. 
Najpomembnejše so:
- Stolnica Moldavske metropolije, v katero so bile v 18. stoletju iz Carigrada prinešene relikvije svete Petke.
- Cerkev Treh hierarhov iz 18. stoletja, ki jo je dal zgraditi knez Vasile Lupu. Relikvije svete Petke so bila najprej shranjene v tej cerkvi.
- Cerkev sv. Nikolaja iz 15. stoletja, ki je najstarejša cerkev v mestu. Njen ktitor je bil moldavski knez Štefan Veliki.

## Galerija
- Panorama
- Grb Kneževine Moldavija v samostanu Cetățuia
- Palača moldavskih knezov v samostanu Cetățuia
- Metropolitska stolnica
- Cerkev samostana Treh hierarhov (1639)
- Velika sinagoga  (1671)
- Centralna univerzitetna knjižnica
- Palača kulture
- Narodno gledališče Vasile Alecsandri in Opera